# ムーセ旧居
ムーセ旧居（ムーセきゅうきょ）は、兵庫県朝来市にある明治初期の木造洋館。旧神子畑鉱山事務所。博物館「ムーセ旧居資料館」、写真美術館「ムーセハウス写真館」として公開されている。

## 概要
明治初頭、生野鉱山で働く外国人技術者のために、生野に宿舎（個人住宅）が5棟建設された。そのうち、ムーセ旧居はフランス人技師ムーセの住居となっていた二番館である。ムーセが日本を離れた後、鉱山が発見された神子畑に移築され、事務所兼診療所として利用された。
鉱山閉山後は、元の居住者の名にちなみムーセ旧居として親しまれた。しかし、ほとんどメンテナンスは行われず、老朽化がひどくなったため、2002年（平成14年）7月から2004年（平成16年）3月にかけて、調査・保存のための解体修理が行われた。
改修後は、神子畑鉱山、神子畑選鉱場などの資料展示を行うムーセ旧居資料館、写真家織作峰子の作品を展示する写真美術館ムーセハウス写真館（2004年開館）として利用されている。兵庫県指定重要文化財。ひょうごっ子ココロンカードの対象施設。

### 年表
- 1868年（慶応4年） - フランス人鉱山技師ジャン・フランソワ・コワニエが生野鉱山に雇用される[1]
- 1871年（明治4年） - フランス人地質家エミル・テオフィール・ムーセ(ムーシェ)が雇用される
- 1872年（明治5年） - 生野に外国人官舎（うち1棟がムーセ旧居）が建設される
- 1878年（明治11年） - 神子畑鉱山で銀鉱脈が発見される。コワニエが解雇される
- 1880年（明治13年） - ムーセが解雇される
- 1888年（明治21年） - ムーセが暮らした官舎を神子畑に事務舎として移築
- 1992年（平成4年）3月24日 - 兵庫県有形文化財（建造物）に指定される[2]
- 2004年（平成16年） - ムーセハウス写真館を開館
- 2017年（平成29年） - 構成文化財として日本遺産に認定される[3]

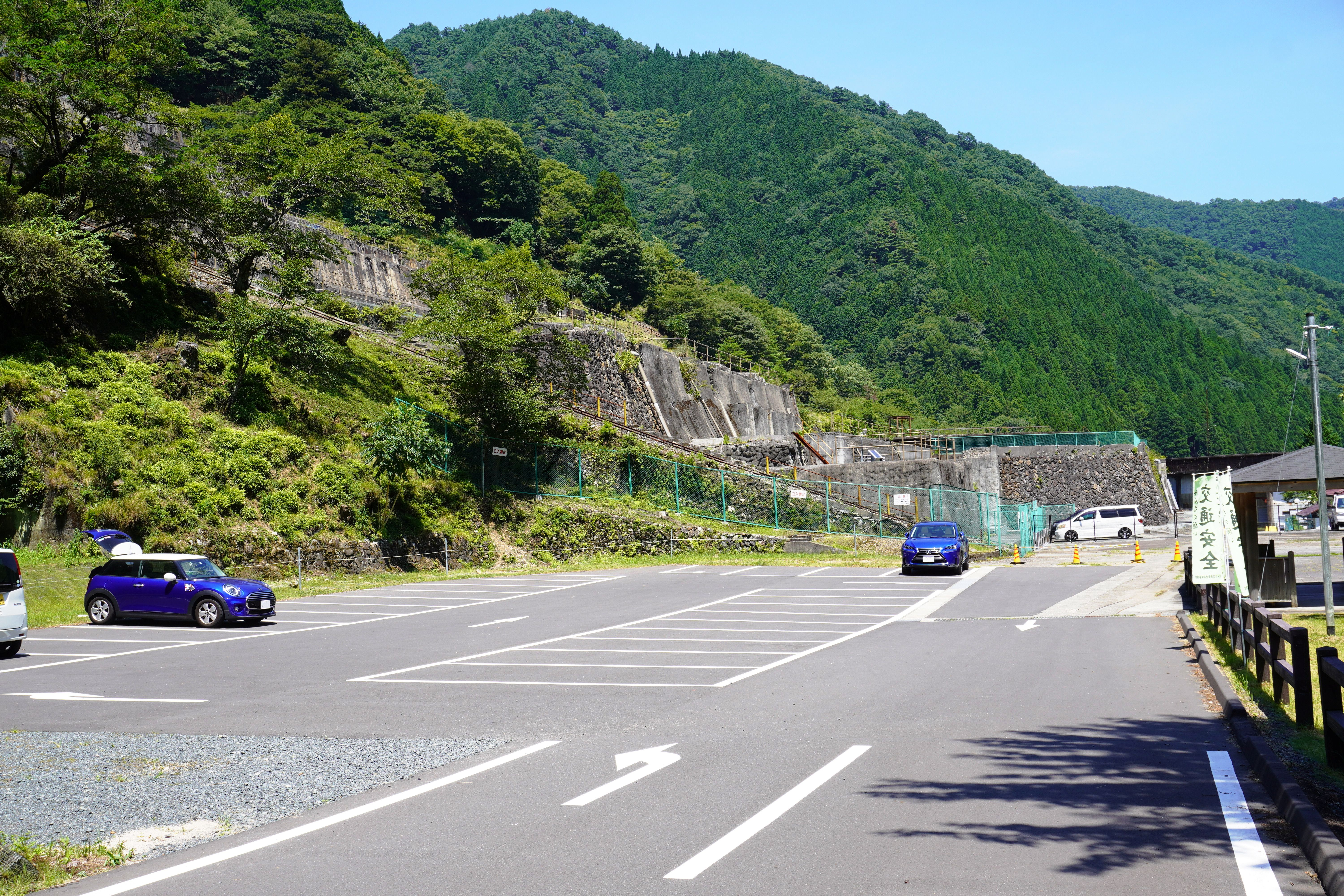
神子畑選鉱場 - 駐車場
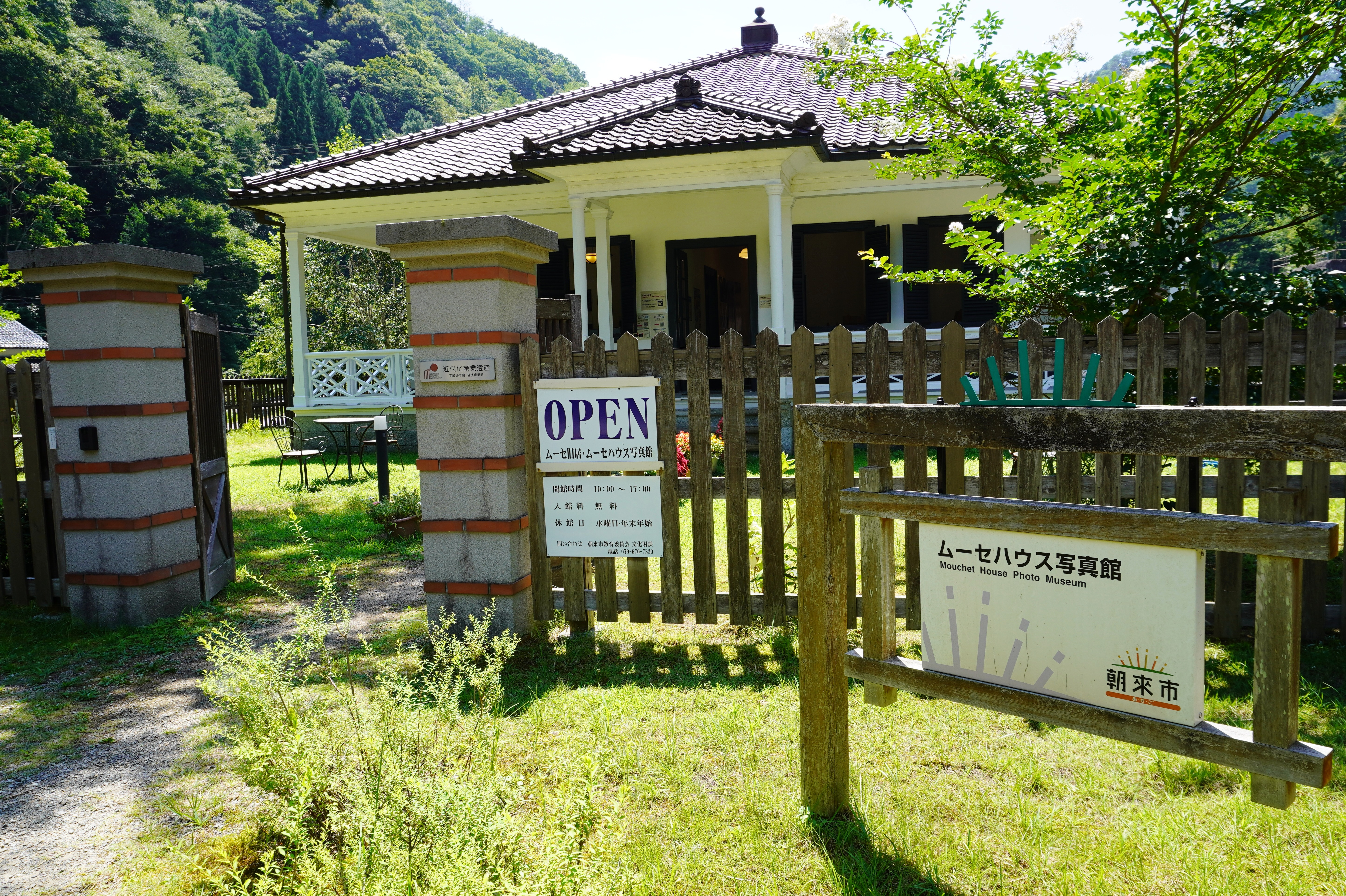
ムーセ旧居の正面
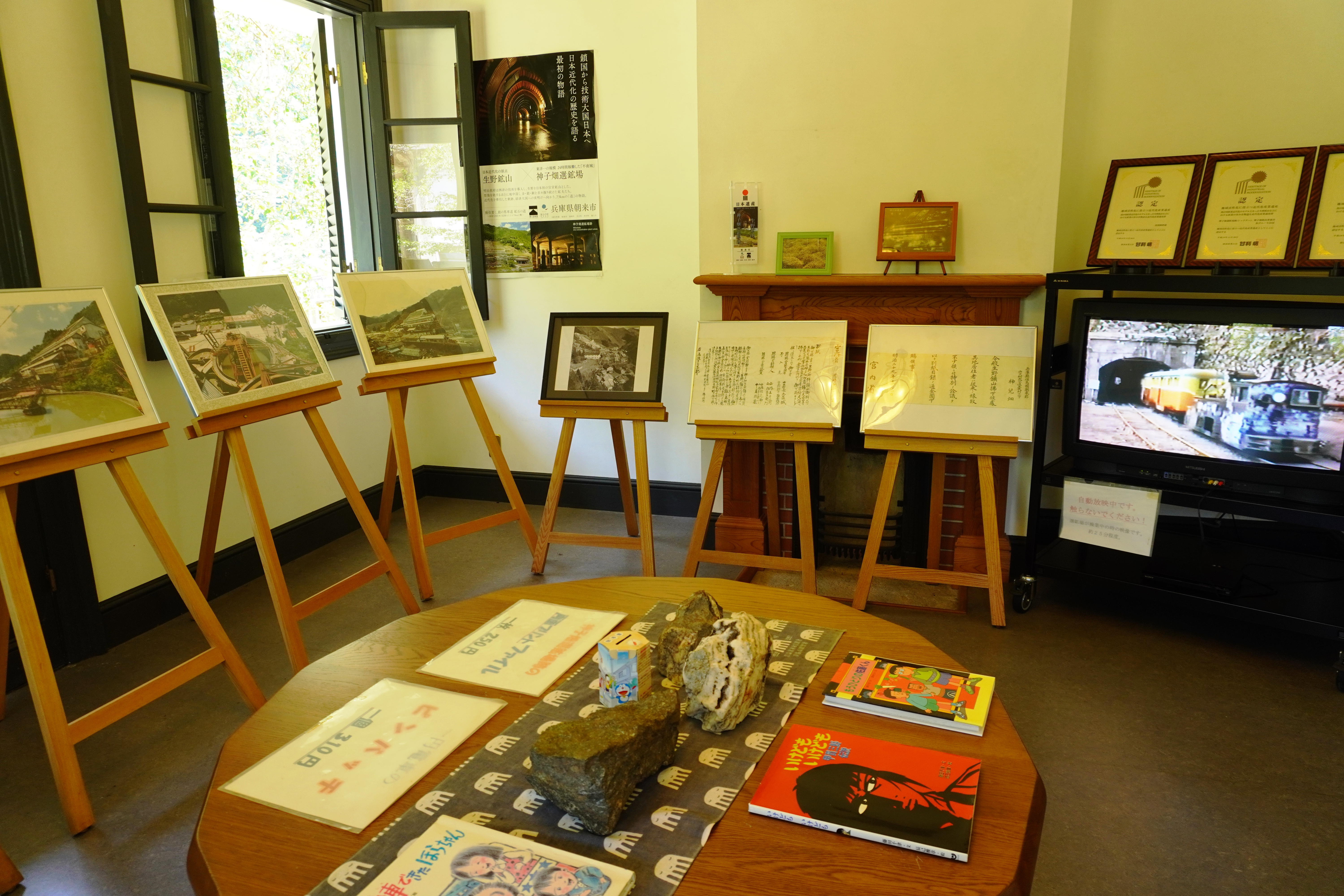
ムーセ旧居の室内
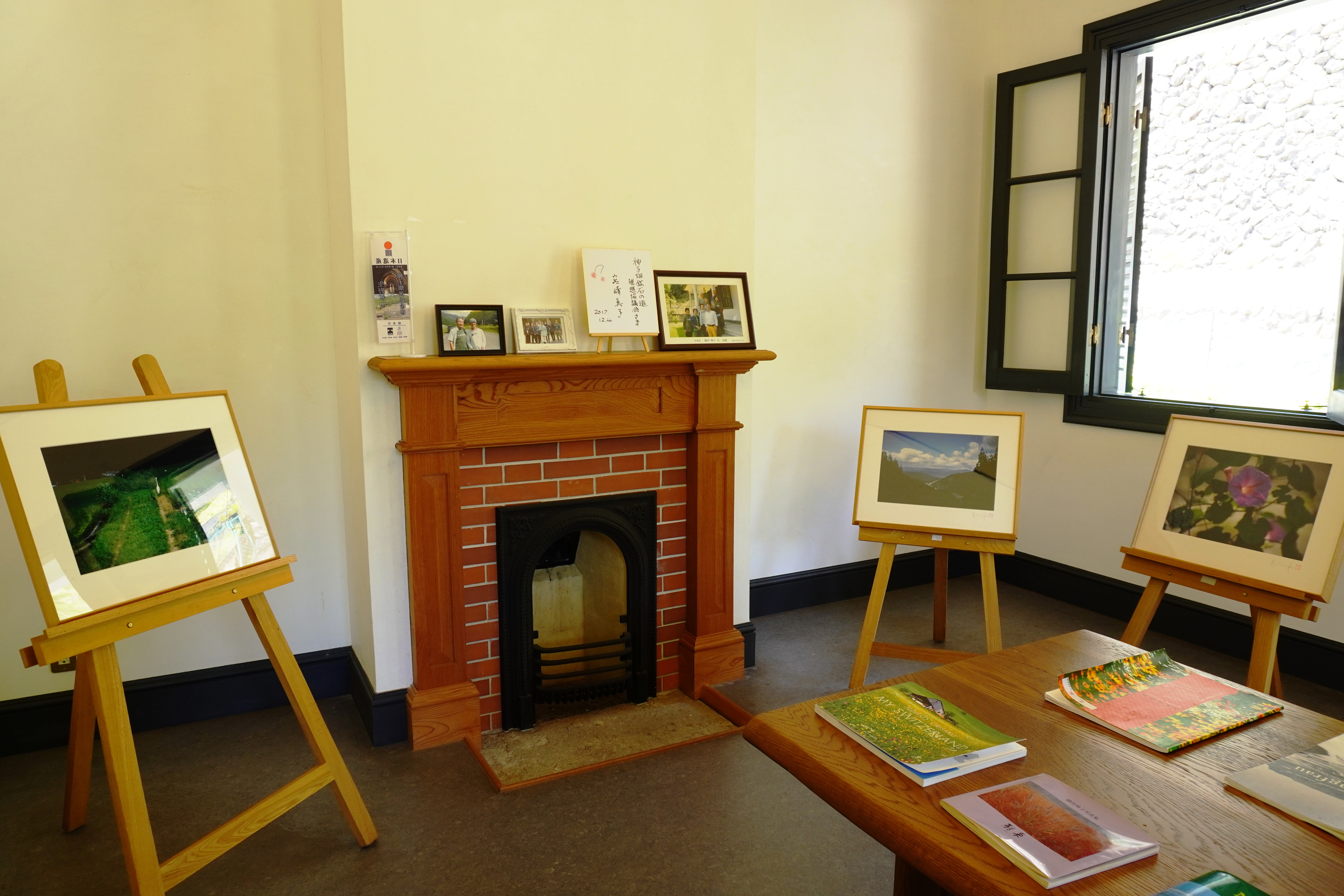
ムーセ旧居の室内

## 建築データ
- 竣工 - 1872年（明治5年）
- 設計 - J.レスカス（推定）
- 建築面積 - 174.31平方メートル
- 構造・形式 - 木造平屋建、方形造桟瓦葺、玄関ポーチ付き
- 所在地 - 兵庫県朝来市佐嚢1826番地の1
- 所有者・管理者 - 朝来市

## 交通アクセス
- 公共交通機関

JR播但線・新井駅から全但バス「神子畑」行き終点で下車
- 自動車

播但連絡道路・朝来ICより国道429号で西に約15分